# Куланигай (приток Нюрольки)
Куланигай (Кулан-Игай, в верховье — Ай-Куланигай) — река в России, протекает в Томской области. Приток — Елле-Куланигай.
Устье реки находится в 226 км по левому берегу реки Нюролька. Длина реки составляет 46 км.

## Данные водного реестра
По данным государственного водного реестра России относится к Верхнеобскому бассейновому округу, водохозяйственный участок реки — Васюган, речной подбассейн реки — Васюган. Речной бассейн реки — (Верхняя) Обь до впадения Иртыша.